# Ludwig von Herterich
Ludwig von Herterich, né le 13 octobre 1856 et mort le 25 décembre 1932, un peintre et professeur d'art allemand. Il est surtout connu comme peintre de portraits et de peintures d'histoire et est un représentant de l'École de Munich.

## Biographie
Ludwig von Herterich est né le 13 octobre 1856 à Ansbach.
Il est le fils d'un sculpteur et restaurateur d'art, Franz Herterich, et le frère cadet du peintre Johann Caspar Herterich.
Élève de son frère puis de Diez, il s'installe à Munich et, en 1891, il est professeur à l'académie. Il expose pour la première fois en 1882; il obtient une mention honorable à Berlin en 1887 et une médaille à Munich en 1888.
Parmi ses élèves figurent : Friedrich Attenhuber, Richard Blume, Karl Caspar, Maria Caspar-Filser (en), Leo Delitz, Adolf Erbslöh, Eugenie Hauptmann-Sommer,  David Karfunkle (en), Käthe Kollwitz, Alfons Mucha, Hermann Mühlen, Walter Püttner, Julius Seyler (en), Maria Slavona et Anton Zilzer.